# Loving Annabelle
A Loving Annabelle 2006-ban bemutatott amerikai filmdráma.

## Cselekmény
Annabelle Tillman egy politikus lánya. Szigorú katolikus lányiskolába küldik, ahol szerelembe esik irodalomtanárnőjével. Simone tanárnő sokáig elutasítja, mert tudja, hogy botrány lenne a kapcsolatból. A végén azonban együtt töltenek egy éjszakát. Annabelle osztálytársa féltékenységből elárulja őket, ezért a tanárnőt rendőrök viszik el.

## Szereplők
- Erin Kelly – Annabelle Tillman
- Diane Gaidry – Simone Bradley tanárnő
- Laura Breckenridge – Colins
- Michelle Horn – Kristen
- Gustine Fudickar – Catherine ("Cat")
- Ilene Graff – Immaculata nővér
- Markus Flanagan – Michael
- Kevin McCarthy – Harris atya